# Gevlekte composietenboorvlieg
De gevlekte composietenboorvlieg (Campiglossa producta) is een vliegensoort uit de familie van de boorvliegen (Tephritidae). De wetenschappelijke naam van de soort is voor het eerst geldig gepubliceerd in 1844 door Loew.